# جون بيترسن (لاعب كرة قدم)
جون بيترسن (بالدنماركية: Knud Petersen)‏ هو لاعب كرة قدم دنماركي، ولد في 21 نوفمبر 1934 في Horslunde ‏ في الدنمارك.

## وصلات خارجية
- جون بيترسن (لاعب كرة قدم) على موقع قاعدة بيانات كرة القدم.إي يو (الإنجليزية)
- جون بيترسن (لاعب كرة قدم) على موقع ناشيونال فوتبول تيمز (الإنجليزية)